# Henri Lansbury
Henri George Lansbury (* 12. Oktober 1990 in London) ist ein englischer Fußballspieler, der seit Juni 2021 beim englischen Verein Luton Town unter Vertrag steht.

## Karriere

### FC Arsenal
Henri Lansbury feierte sein Profidebüt beim FC Arsenal am 31. Oktober 2007 im League Cup gegen Sheffield United. Um Spielpraxis zu sammeln wechselte er am 31. Januar 2009 zum Drittligisten Scunthorpe United und bestritt bis Mai 2009 16 Ligaspiele für den späteren Aufsteiger.
Die folgende Saison verbrachte er beim FC Watford in der Football League Championship 2009/10. Lansbury erzielte als Stammspieler in 37 Ligaspielen 5 Tore und beendete die Spielzeit mit seiner Mannschaft im unteren Mittelfeld der Tabelle. Bereits am 31. Dezember 2009 hatte er einen neuen Vertrag beim FC Arsenal unterzeichnet. Am 9. Mai 2010 debütierte Lansbury für Arsenal in der Premier League. Sein erster Pflichtspieltreffer für die Gunners gelang ihm am 21. September 2010 in der 3. Runde des Ligapokals gegen den Stadtrivalen Tottenham Hotspur.
Am 27. November 2010 wechselte er auf Leihbasis zum Zweitligisten Norwich City und bestritt bis zum Saisonende 23 Spiele in der Football League Championship 2010/11. Norwich erreichte als Tabellenzweiter hinter den Queens Park Rangers unerwartet den Aufstieg in die Premier League.
Zu Beginn der Premier League 2011/12 bestritt Lansbury zwei Ligaspiele für Arsenal, ehe er am 31. August 2011 auf Leihbasis zu West Ham United wechselte.

### Nottingham Forest und Aston Villa
Am 28. August 2012 unterschrieb Lansbury einen Vierjahresvertrag bei Nottingham Forest. Während der Wintertransferphase der EFL Championship 2016/17 wurde er von Nottingham Forest an den Ligakonkurrenten Aston Villa verkauft. Dort hatte er von Beginn an mit Verletzungen zu kämpfen und als er mit den „Villans“ in der Saison 2018/19 in die Premier League aufstieg, trug er zu diesem Erfolg lediglich mit drei Ligaeinsätzen bei.

### Bristol City & Luton Town
Am 29. Januar 2021 schloss sich Lansbury dem Zweitligisten Bristol City an und unterschrieb dort einen Vertrag bis zum Ende der Saison 2020/21. Nach 16 Einsätzen für Bristol folgte im Juni 2021 der Wechsel zum Ligakonkurrenten Luton Town. Mit seiner neuen Mannschaft erreichte er in der EFL Championship 2021/22 einen für den Verein sehr guten sechsten Tabellenplatz und zog in die Aufstiegs-Play-offs ein. Dort scheiterte Luton jedoch bereits im Halbfinale nach zwei Partien an Huddersfield Town.

### Nationalmannschaft
Henri Lansbury durchlief mehrere Jahrgänge der englischen Juniorennationalmannschaften. Vom 21. Juli bis zum 2. August 2009 nahm er an der U-19-Fußball-Europameisterschaft 2009 in der Ukraine teil und erreichte mit seiner Mannschaft das Finale. Dort unterlag die Mannschaft um Kyle Walker, Dan Gosling, Danny Welbeck und Lansbury dem Gastgeber mit 0:2. Im November 2009 spielte er erstmals in der von Stuart Pearce trainierten englischen U-21-Nationalmannschaft.